# Chartrier-Ferrière
 Chartrier-Ferrière  (en occitano Chartrier Ferriera) es una comuna y población de Francia, en la región de Lemosín, departamento de Corrèze, en el distrito de Brive-la-Gaillarde y cantón de Larche.
Su población en el censo de 2008 era de 339 habitantes.
Está integrada en la Communauté de communes Vézère-Larche.

## Demografía
| 237 | 223 | 224 | 265 | 272 | 275 | 339 |
| Para los censos de 1962 a 1999 la población legal corresponde a la población sin duplicidades (Fuente: INSEE [Consultar]) |     |     |     |     |     |     |